# Moulin de Curtius

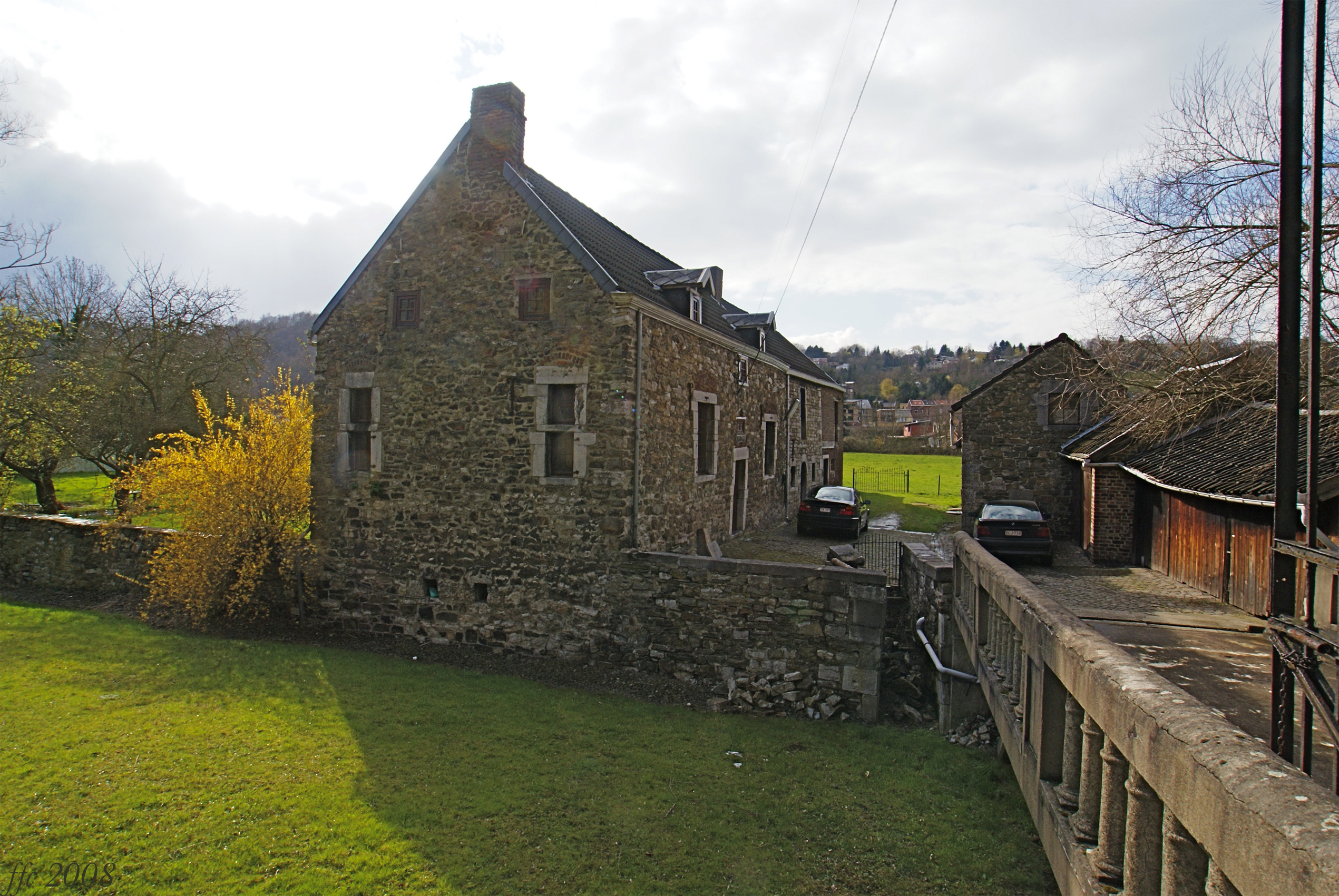
Le Moulin de Curtius et son drain (asséché).

Le Moulin de Curtius est un vieux moulin à eau du XVIe siècle qui se trouve sur un bras artificiel de la Vesdre dans la localité de Vaux-sous-Chèvremont (Chaudfontaine). Il servit de fabrique à poudre sous l'impulsion de l'industriel liégeois Jean Curtius. Le bâtiment est aujourd’hui transformé en résidence.

## Histoire
Au cours de l'année 1549, le seigneur de La Rochette, Warnier de Gulpen, accorde à deux hommes d'affaires, Raskin Germeau et Thomas Gilman, le droit de creuser un canal le long de la Vesdre à Vaux-sous-Chèvremont, près de Chaudfontaine. En 1564, ils construisent un brise-roche hydraulique. Quelques années plus tard, le canal a été abandonné et le moulin est dans un état de ruine lorsque l'industriel liégeois Jean Curtius le rachète le 19 août 1595.
Curtius, « Commissionnaire Général d'Approvisionnements de Guerre » du roi Philippe II d'Espagne, transforme le moulin en fabrique de poudre à canon. Il développe les installations, construit une muraille et érige une casemate avec ses douves. Il élargit vers le sud l'île artificielle formée par le canal et la Vesdre en déviant la rivière. Le 24 mai 1605, il acquiert cette petite île, appelée « île de Ster », qu'il fortifie.
Aujourd'hui le drain est asséché et les fortifications ont été abattues.